# Акт приймання виконаних робіт
Акт прийма́ння ви́конаних робі́т — документ, який фіксує фактичне виконання будівельно-монтажних робіт на об'єкті будівництва та ремонтних робіт. Складається й підписується представниками сторін підрядного договору (замовника й підрядника) або приймальною комісією. За цільовим призначенням акти поділяються на три групи:
1. акти здавання-приймання в експлуатацію закінченого об'єкта;
2. акти щодо закінченого або незакінченого об'єкта для проведення розрахунків замовника з підрядником;
3. акти приймання окремих конструкцій або систем, які входять до складу об'єкта будівництва. Складаються з метою встановлення відповідності виконання робіт будівельним нормам і технічним умовам.

В ширшому значенні — документ, який фіксує закінчення будь-яких робіт та приймання їх замовником за кількістю та якістю.